# Itacoatiara (microregio)
Itacoatiara is een van de dertien microregio's van de Braziliaanse deelstaat Amazonas. Zij ligt in de mesoregio Centro Amazonense en grenst aan de mesoregio Sul Amazonense in het zuiden en zuidwesten en de microregio's Manaus in het westen, Rio Preto da Eva in het noordwesten en Parintins in het noorden en oosten. De microregio heeft een oppervlakte van ca. 25.387 km². Midden 2004 werd het inwoneraantal geschat op 134.063.
Vijf gemeenten behoren tot deze microregio:
- Itacoatiara
- Itapiranga
- Nova Olinda do Norte
- Silves
- Urucurituba

Mesoregio's: Centro Amazonense · Norte Amazonense · Sudoeste Amazonense · Sul Amazonense

Microregio's: Alto Solimões · Boca do Acre · Coari · Itacoatiara · Japurá · Juruá · Madeira · Manaus · Parintins · Purus · Rio Negro · Rio Preto da Eva · Tefé